# Walter Krüger
Walter Krüger (Zeitz, 23 de Março de 1892 - Baden-Baden, 11 de Julho de 1973) foi um general alemão durante a Segunda Guerra Mundial.

## Biografia
Krüger iniciou a sua carreira militar como um oficial cadete em 1910. Ele serviu na cavalaria e continuou a sua carreira no Reichswehr após a Primeira Guerra Mundial 1914-18.
Com o início da Segunda Guerra Mundial, foi o comandante oficial do Regimento de Infantaria 171 como um Oberst, patente conseguida em 1 de Abril de 1937. Sua carreira começou a progredir em 1941, com a promoção para Generalmajor em 1 de Abril daquele mesmo ano, Generalleutnant em 1 de Outubro de 1942 e General der Panzertruppe em 1 de Fevereiro de 1944.
Durante este período, ele assumiu vários comandos de unidades blindadas: 1. Schtz.Brig. (15 de Fevereiro de 1940), 1ª Divisão Panzer (17 de Julho de 1941), LVIII Corpo Panzer (1 de Janeiro de 1944).
Ele encerrou a guerra no comando da IV Corpo de Exército, comando este que recebeu em 10 de Abril de 1945. Faleceu em Baden-Baden em 11 de Julho de 1973.

## Condecorações
- Cruz de Ferro (1914) 2ª Classe - 9 de outubro de 1914[4]
- Cruz de Ferro (1914) 1ª Classe - 29 de julho de 1916[4]
- Cruz Germânica em Ouro - 8 de março de 1942[1][2]
- Cruz de Cavaleiro da Cruz de Ferro - 15 de julho de 1941[1][2][5]
- Cruz de Cavaleiro da Cruz de Ferro com Folhas de Carvalho (nº 373) - 5 de junho de 1944[1][2][6]

## Imagens

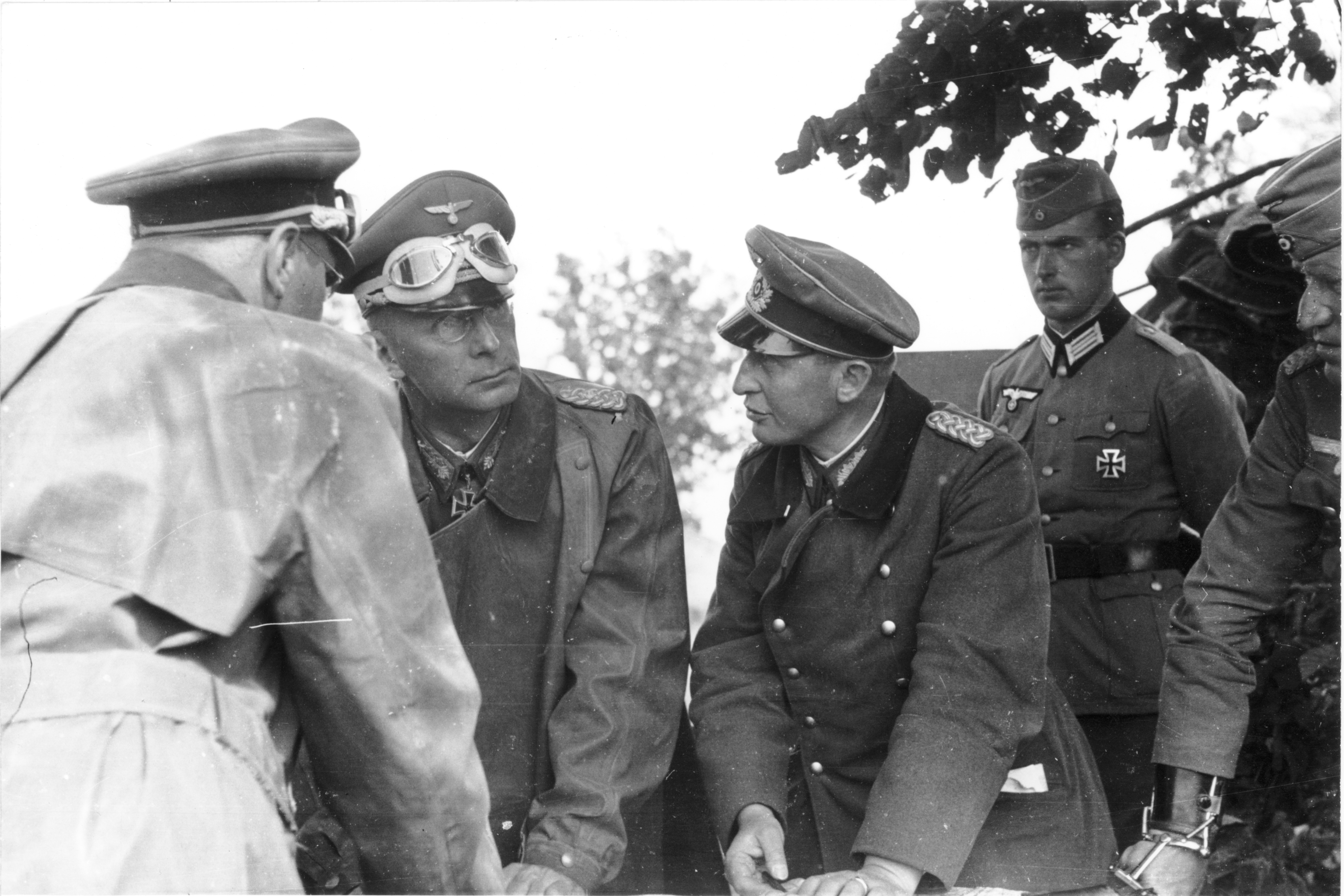